# Taït
Dans la mythologie égyptienne, Tayet est la déesse des tisserands et des fabricants d'étoffe ; elle participe aux rites funéraires en apportant les bandelettes nécessaires aux embaumements et habille le roi dont elle est la mère. Elle donne aussi au prêtre un vêtement de lin blanc, nommé tunique osirienne, symbole d'énergie, de pureté et de protection.